# 花の曲 (シューマン)
花の曲（はなのきょく、Blumenstucke）作品19は、ロベルト・シューマンが作曲したピアノ曲。1839年に作曲、出版された。題名はジャン・パウルの小説『ジーベンケース』("Blumen-, Frucht und Dornenstücke") から取られたと考えられている。文学と音楽の融合に力を入れた作者ならではの情緒的・感傷的な作品で、妻クララは『アラベスク』とともにアンコールピースとして繰り返し演奏したとされる。
シューマンのビーダーマイヤー的な側面を象徴する作品とされ、同じくウィーンで作曲され、優美で繊細なテクスチュアを持つ『アラベスク』とは密接に関連した存在である。シューマンは2曲を並べて言及して冗談交じりに「か弱い、婦人向けの」作品と呼び、どちらも友人の陸軍少佐夫人フリードリケ・ゼーレ (Friederike Serre) に献呈している。

## 楽曲
Leise bewegt、変ニ長調。4分の2拍子。演奏時間は7分ほど。右手は高音部の伸びやかな旋律、左手は緩い伴奏であるが、弱拍に右手中声部が打音することで曲に活気をつけている（譜例）。初めの部分には変イ長調 ("II") の楽想が続き、後半には Lebhaft の変ホ短調の部分 ("V") も現れる。

冒頭

全体構成は "I" から "V" まで番号が付けられた部分が交代して現れる計9部からなり、なかでも "II" 部分（譜例）は繰り返し現れて作品を統一し、一種のロンド形式を構成する。各部はほとんどが三部形式で構成され、変奏の手法によって結び付けられている。属調の変イ長調で提示される "II" 部分は、最後に主調の変ニ長調で現れて締めくくられる。